# Prionus imbricornis
Prionus imbricornis là một loài bọ cánh cứng trong họ Cerambycidae.

## Hình ảnh

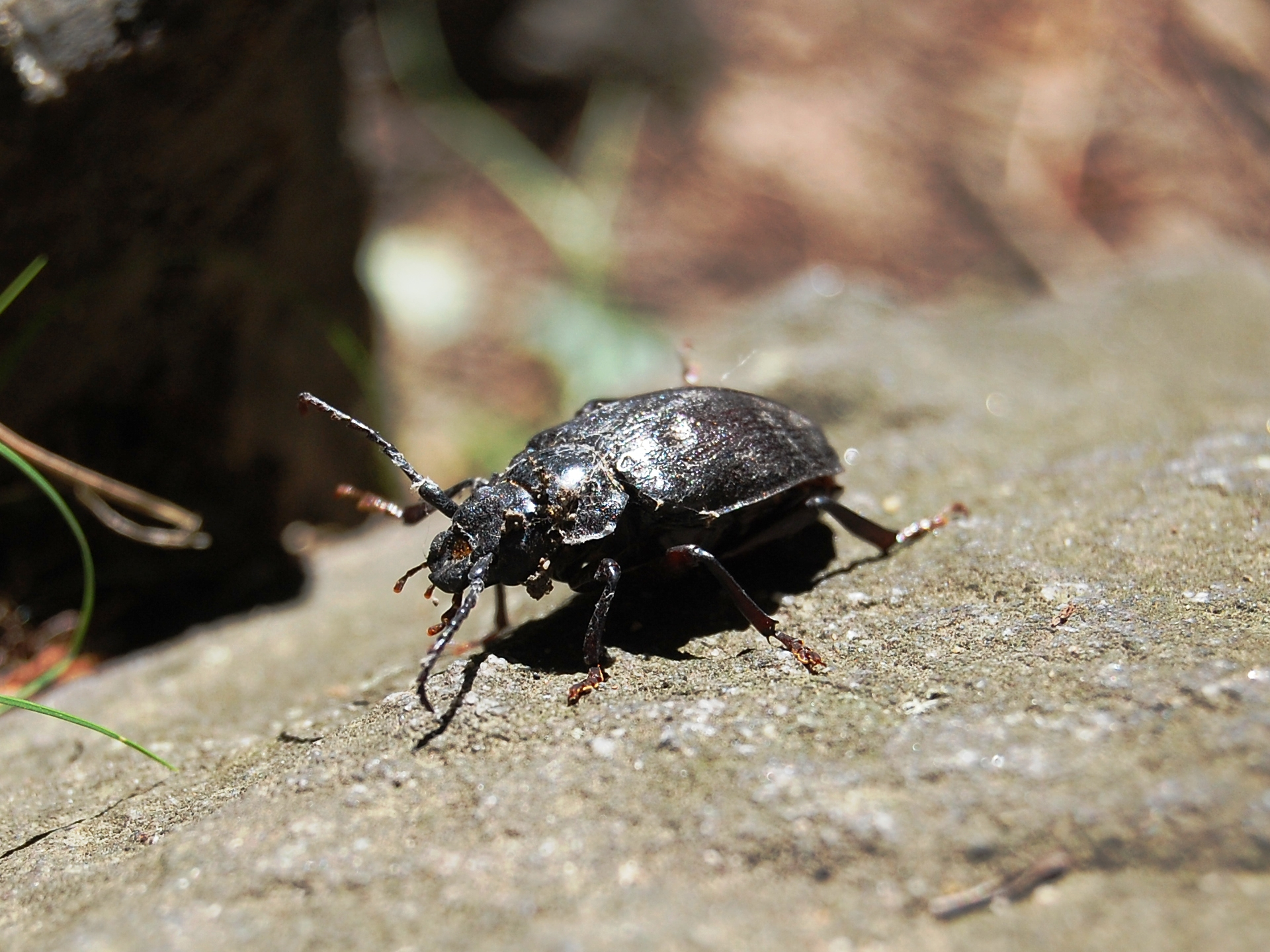